# Atherinomorus
Atherinomorus (Fowler, 19503) è un genere di pesci ossei marini appartenenti alla famiglia Atherinidae.

## Distribuzione e habitat
Il genere è diffuso nelle regioni tropicali dell'Indo-Pacifico e, la specie A. stipes, nel mar dei Caraibi. Una specie è presente nel mar Mediterraneo orientale in seguito alla migrazione lessepsiana, in passato questa specie era classificata come A. lacunosus ma dagli anni '90 è stata ridescritta come A. forskalii.
Sono pesci costieri che vivono in acque molto basse lungo le spiagge sabbiose, spesso nei pressi di barriere coralline. Alcune specie penetrano in acque salmastre.

## Biologia
Sono pesci gregari che formano grandi banchi. Si nutrono di zooplancton durante la notte.

## Tassonomia
Il genere comprende 9 specie:
- Atherinomorus endrachtensis
- Atherinomorus forskalii
- Atherinomorus insularum
- Atherinomorus lacunosus
- Atherinomorus lineatus
- Atherinomorus pinguis
- Atherinomorus regina
- Atherinomorus stipes
- Atherinomorus vaigiensis